# Autostrada Sistiana-Rabuiese
De Autostrada Sistiana-Rabuiese is een Italiaanse autosnelweg in de regio Friuli-Venezia Giulia. De snelweg is 9,5km lang en is gesplitst in 2 delen, de NSA344 en NSA326. In tegenstelling tot meeste Italiaanse snelwegen, is de Sistiana-Rabuiese niet een tolweg.

## Geschiedenis
De aanleg van de 4,6 km lange verbindingsweg naar de grens van Rabuiese werd voorzien in de akkoorden van Osimo van 1975 en het daaropvolgende presidentieel decreet van 6 maart 1978. De werkzaamheden begonnen in 2004 en werden in 2008 voltooid; ANAS beheerde het contract, terwijl de werkzaamheden werden uitgevoerd door het bedrijf Collini voor een bedrag van circa 154 miljoen euro.
De opening in 2008 had een drastische invloed op de verkeersafname op de voormalige SS15.

De snelweg in de 2 gemarkeede rode delen. NSA344 (RA13-SS202), en de NSA326 (SS202-H5).

De opening van dit traject gaf het de voorlopige naam NSA (Nuova Stada Anas) 326.